# Vogue (single)

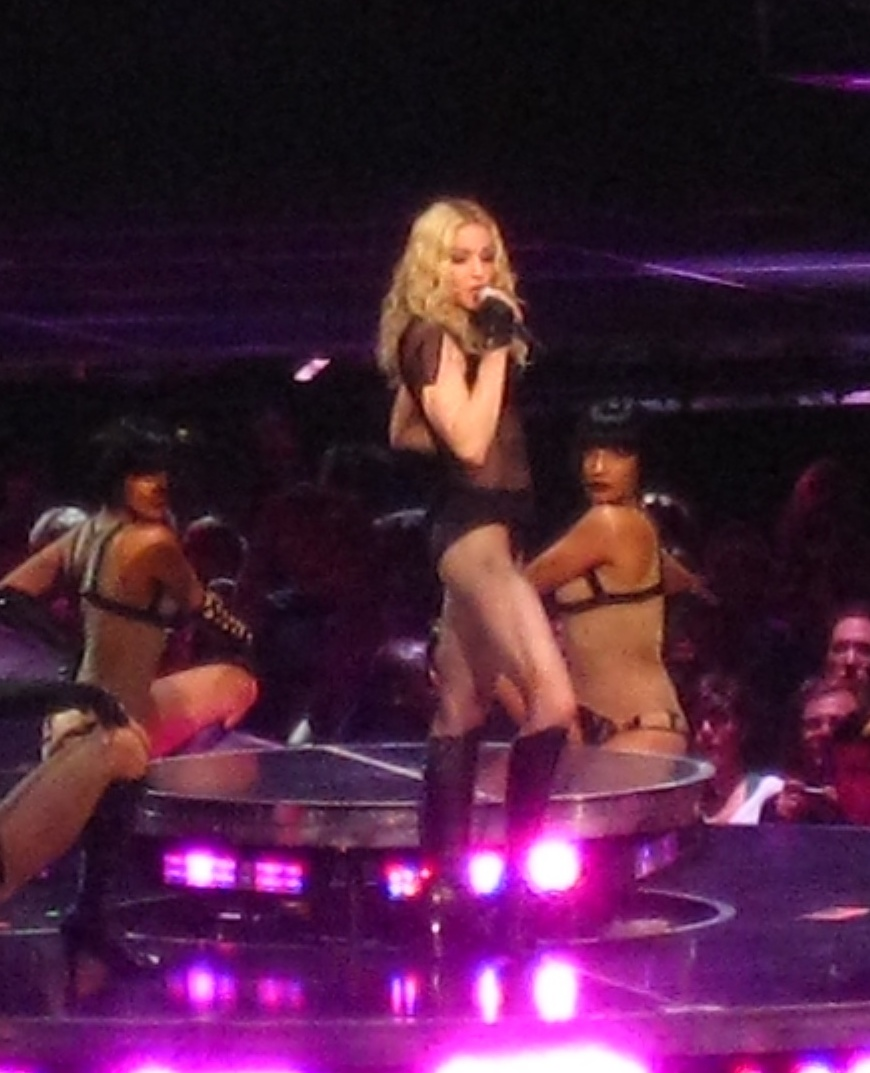
Madonna zingt Vogue tijdens een optreden in 2008

Vogue is een nummer van Madonna, de eerste single van haar album I'm Breathless (1990). Het nummer haalde in de top 40 de nummer 2-positie, en was een nummer 1-hit in de Verenigde Staten en het Verenigd Koninkrijk.

## Achtergrondinformatie
Vogue werd aanvankelijk geschreven als B-kant voor Keep it Together, dat de laatste single van het album Like a Prayer zou worden. Platenmaatschappij Warner vond het nummer echter te sterk om alleen als B-kant uit te brengen. Er werd besloten om het nummer uit te brengen als single en het toe te voegen aan het album "I'm Breathless".
Het nummer is medegeschreven en -geproduceerd door Shep Pettibone, die tot dan toe een van haar vaste remixers was, zo remixte hij Into the Groove voor het You can dance-album, en deed hij de Color mix van de single True Blue. Deze samenwerking zou in 1992 uitmonden in een heel album: Erotica.
Madonna schreef de tekst van Vogue in het vliegtuig van New York naar Londen, en liet zich inspireren door de dansstijl die op dat moment opkwam in de gayclubs van New York: vogueing. Deze dansstijl is geïnspireerd door de poses van modellen in modetijdschriften als Vogue. Door het nummer Vogue werd deze dansstijl bekendgemaakt bij het grote publiek en werd korte tijd een rage in clubs.
Madonna heeft het nummer gezongen tijdens haar Blond Ambition Tour in 1990 waarbij het optreden gebaseerd was op de videoclip. Tijdens de Girlie Show in 1993 kreeg het liedje een hindoeïstisch karakter. Een ander bekend optreden is de vertolking van Vogue op de MTV Video Music Awards van 1990, waarin ze was gekleed als Marie Antoinette. Een prominente rol voor Vogue was weggelegd tijdens de Re-Invention Tour van 2004. Tijdens de eerste klanken van het nummer neemt Madonna enkele yogaposities in, waarbij de pose waarin ze op haar hoofd staat als een van de meest spectaculaire momenten van de Re-Invention Tour wordt beschouwd. Ze vertolkt het nummer ook tijdens haar Sticky & Sweet Tour in 2008.
In 1993 sampled de Britse producer Wildchild het nummer voor zijn track The Poser.

## Videoclip
"Vogue" is geregisseerd door David Fincher, met wie Madonna al had samengewerkt voor de clips "Express yourself" en "Oh Father".
De sfeer van de video is gebaseerd op filmsterren uit de jaren 30 en'50, die in het nummer door Madonna worden genoemd. Voorbeelden hiervan zijn Greta Garbo, Marilyn Monroe, James Dean en Grace Kelly.
In de clip is een belangrijke rol weggelegd voor de dansers van haar Blond Ambition Tour van 1990. Tijdens de opname van de clip waren de repetities voor die tour in volle gang.

## Hitnoteringen

### Nederlandse Top 40
| Hitnotering: 14-04-1990 t/m 16-06-1990 | Hitnotering: 14-04-1990 t/m 16-06-1990 | Hitnotering: 14-04-1990 t/m 16-06-1990 | Hitnotering: 14-04-1990 t/m 16-06-1990 | Hitnotering: 14-04-1990 t/m 16-06-1990 | Hitnotering: 14-04-1990 t/m 16-06-1990 | Hitnotering: 14-04-1990 t/m 16-06-1990 | Hitnotering: 14-04-1990 t/m 16-06-1990 | Hitnotering: 14-04-1990 t/m 16-06-1990 | Hitnotering: 14-04-1990 t/m 16-06-1990 | Hitnotering: 14-04-1990 t/m 16-06-1990 | Hitnotering: 14-04-1990 t/m 16-06-1990 |
| Week:                                  | 1                                      | 2                                      | 3                                      | 4                                      | 5                                      | 6                                      | 7                                      | 8                                      | 9                                      | 10                                     |                                        |
| -------------------------------------- | -------------------------------------- | -------------------------------------- | -------------------------------------- | -------------------------------------- | -------------------------------------- | -------------------------------------- | -------------------------------------- | -------------------------------------- | -------------------------------------- | -------------------------------------- | -------------------------------------- |
| Positie:                               | 17                                     | 6                                      | 4                                      | 2                                      | 3                                      | 5                                      | 6                                      | 17                                     | 25                                     | 32                                     | uit                                    |

### NederlandseSingle Top 100
| Hitnotering: 07-04-1990 t/m 07-07-1990 | Hitnotering: 07-04-1990 t/m 07-07-1990 | Hitnotering: 07-04-1990 t/m 07-07-1990 | Hitnotering: 07-04-1990 t/m 07-07-1990 | Hitnotering: 07-04-1990 t/m 07-07-1990 | Hitnotering: 07-04-1990 t/m 07-07-1990 | Hitnotering: 07-04-1990 t/m 07-07-1990 | Hitnotering: 07-04-1990 t/m 07-07-1990 | Hitnotering: 07-04-1990 t/m 07-07-1990 | Hitnotering: 07-04-1990 t/m 07-07-1990 | Hitnotering: 07-04-1990 t/m 07-07-1990 | Hitnotering: 07-04-1990 t/m 07-07-1990 | Hitnotering: 07-04-1990 t/m 07-07-1990 | Hitnotering: 07-04-1990 t/m 07-07-1990 | Hitnotering: 07-04-1990 t/m 07-07-1990 | Hitnotering: 07-04-1990 t/m 07-07-1990 |
| Week:                                  | 1                                      | 2                                      | 3                                      | 4                                      | 5                                      | 6                                      | 7                                      | 8                                      | 9                                      | 10                                     | 11                                     | 12                                     | 13                                     | 14                                     |                                        |
| -------------------------------------- | -------------------------------------- | -------------------------------------- | -------------------------------------- | -------------------------------------- | -------------------------------------- | -------------------------------------- | -------------------------------------- | -------------------------------------- | -------------------------------------- | -------------------------------------- | -------------------------------------- | -------------------------------------- | -------------------------------------- | -------------------------------------- | -------------------------------------- |
| Positie:                               | 59                                     | 19                                     | 7                                      | 4                                      | 2                                      | 2                                      | 5                                      | 6                                      | 11                                     | 20                                     | 33                                     | 45                                     | 71                                     | 95                                     | uit                                    |

### VlaamseRadio 2 Top 30
| Hitnotering: 14-04-1990 t/m 14-07-1990 | Hitnotering: 14-04-1990 t/m 14-07-1990 | Hitnotering: 14-04-1990 t/m 14-07-1990 | Hitnotering: 14-04-1990 t/m 14-07-1990 | Hitnotering: 14-04-1990 t/m 14-07-1990 | Hitnotering: 14-04-1990 t/m 14-07-1990 | Hitnotering: 14-04-1990 t/m 14-07-1990 | Hitnotering: 14-04-1990 t/m 14-07-1990 | Hitnotering: 14-04-1990 t/m 14-07-1990 | Hitnotering: 14-04-1990 t/m 14-07-1990 | Hitnotering: 14-04-1990 t/m 14-07-1990 | Hitnotering: 14-04-1990 t/m 14-07-1990 | Hitnotering: 14-04-1990 t/m 14-07-1990 | Hitnotering: 14-04-1990 t/m 14-07-1990 | Hitnotering: 14-04-1990 t/m 14-07-1990 | Hitnotering: 14-04-1990 t/m 14-07-1990 |
| Week:                                  | 1                                      | 2                                      | 3                                      | 4                                      | 5                                      | 6                                      | 7                                      | 8                                      | 9                                      | 10                                     | 11                                     | 12                                     | 13                                     | 14                                     |                                        |
| -------------------------------------- | -------------------------------------- | -------------------------------------- | -------------------------------------- | -------------------------------------- | -------------------------------------- | -------------------------------------- | -------------------------------------- | -------------------------------------- | -------------------------------------- | -------------------------------------- | -------------------------------------- | -------------------------------------- | -------------------------------------- | -------------------------------------- | -------------------------------------- |
| Positie:                               | 28                                     | 15                                     | 5                                      | 5                                      | 3                                      | 1                                      | 4                                      | 2                                      | 3                                      | 3                                      | 12                                     | 19                                     | 18                                     | 18                                     | uit                                    |

### NPO Radio 2 Top 2000
| Nummer met noteringen in de NPO Radio 2 Top 2000 | '07  | '08 | '09  | '10  | '11  | '12  | '13  | '14  | '15  | '16  | '17  | '18  | '19  | '20  | '21  | '22  | '23  | '24  |
| ------------------------------------------------ | ---- | --- | ---- | ---- | ---- | ---- | ---- | ---- | ---- | ---- | ---- | ---- | ---- | ---- | ---- | ---- | ---- | ---- |
| Vogue                                            | 1846 | -   | 1256 | 1628 | 1652 | 1580 | 1357 | 1534 | 1311 | 1315 | 1392 | 1309 | 1484 | 1388 | 1654 | 1864 | 1607 | 1945 |

1. ↑  Een '-' betekent dat het nummer niet was genoteerd en een vetgedrukt getal geeft de hoogste notering aan.
2. ↑  2007 was het eerste jaar met een notering voor dit nummer.